# Riu Coppermine
El riu Coppermine (en anglès Coppermine River) és un riu de la part septentrional del Canadà que desemboca al golf de la Coronació, oceà Àrtic després de recórrer 845 km pels Territoris del Nord-oest i Nunavut.

## Geografia

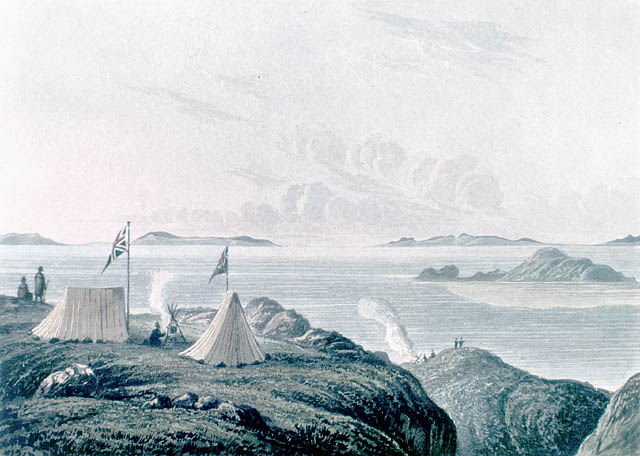
Desembocadura del riu Coppermine el 1821.

El riu Coppermine neix al llac de Gras, un petit llac situat a l'est del Gran Llac de l'Esclau, als Territoris del Nord-oest. Generalment la seva direcció sempre és cap al nord, travessant una sèrie de llargs llacs interconnectats, com el llac Point (de 120 km de llarg), el llac Rocknest i el llac Fairy. Continua després per Nunavut fins a desaiguar al golf de la Coronació, un braç de l'oceà Àrtic. El riu es congela a l'hivern.
El riu s'utilitza per a la pràctica del piragüisme i el ràfting. Compta amb ràpids importants, com ara el congost Rocky i els ràpids de Sandstone, Muskox i Escape, així com molts conjunts més petits sense nom. Les cataractes Bloody són l'últim gran ràpid del riu.
La comunitat de Kugluktuk està situada a la desembocadura del riu, i el 2006 tenia 1302 habitants.

## Història

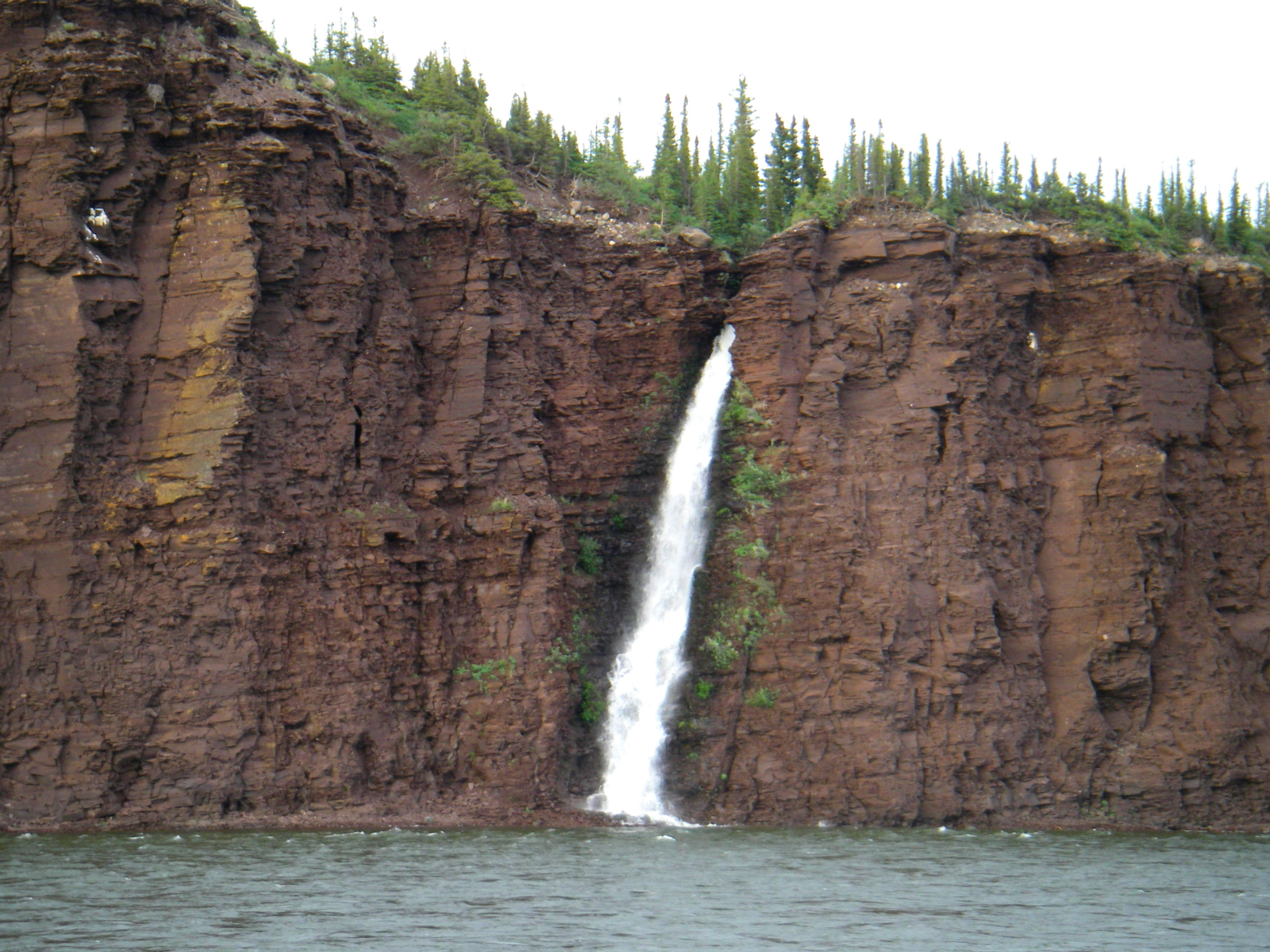
Una de les moltes cascades que hi ha durant el trajecte del riu.

El riu pren el nom pel coure que es podia trobar en la part inferior del seu curs. L'explorador britànic Samuel Hearne (1745-1792), al servei de la Companyia de la Badia de Hudson, en la seva tercera temptativa d'exploració de l'interior canadenc en què intentava trobar les mines de coure descrites pels nadius va arribar al riu el 1771, per continuar el seu curs fins a l'oceà.
Sir John Franklin també va viatjar pel riu en l'expedició Coppermine entre 1819 i 1822.